# Gestão de instalações
Nota linguística: O termo "gestão de facilidades" é um anglicismo que deve ser evitado, preferindo-se o uso de gestão de instalações, como corretamente se utiliza em muitas grandes empresas do setor nos vários países de língua portuguesa.
A gestão de instalações (do termo inglês facilities management) constitui um campo interdisciplinar que se ocupa da coordenação de espaços, infraestruturas, pessoas e organizações, frequentemente associado a funções relacionadas com a gestão da prestação de serviços gerais a instalações, tais como edifícios de escritórios, estádios, escolas, centros de congressos, centros comerciais, hospitais, hoteis, etc..

## Designação
Internacionalmente, a gestão de facilidades é referida pelos termos ingleses "facility management" (gestão de facilidade) e "facilities management" (gestão de facilidades), ambos ocasionalmente referidos pela sigla "FM". Os dois funcionam como termos intercambiáveis, cujo uso depende principalmente da área geográfica onde são empregues. No Reino Unido e em outros países da Commonwealth é preferido o termo "facilities management", enquanto que o termo "facility management" é o mais utilizado internacionalmente. Nos EUA, ambos os termos são indiferentemente utilizados.
O termo "facility" - para além de poder ser traduzido, para a língua portuguesa, por "facilidade" no seu sentido lato e geral - é usado correntemente na língua inglesa para designar, em sentido restrito, um edifício ou outra instalação que suporte uma atividade militar, institucional ou comercial. Para o Comitê Europeu de Normalização este termo significa algo mais abrangente, sendo "facility" definida como qualquer "ativo tangivel que suporta uma organização".
A origem de "facility" ou "facilidade" vem do latim "facilitas" ou "facilitátis" e já era utilizada no século XVI para denominar o ato de auxiliar e tornar mais fácil alguma ação. Seguindo esse conceito, poderíamos dizer que a gestão de facilidades é a combinação otimizada de esforços que visam facilitar as atividades de todas as áreas de uma organização. Dentro da cadeia de valores, esta é a área responsável pelas atividades de suporte e de infraestrutura, sendo mais um, entre os elos da dinâmica organizacional, na busca de vantagem competitiva e sobrevivência das organizações.
Tal como a tradução de "facility", a tradução do termo "facility management" para a língua portuguesa não está ainda completamente padronizada. A Associação Brasileira de Facilities traduz "facility management" como "atividade de administração e gerenciamento de serviços e atividades de infraestrutura destinados a suportar a atividade fim de uma organização". Já a Associação Portuguesa de Facility Management traduz o termo como "gestão integrada dos locais e ambientes de trabalho".
No entanto inúmeras outras traduções são usadas atualmente na língua portuguesa. Para além da tradução literal "gestão de facilidades" ou "gerenciamento de facilidades" (com algum uso sobretudo no Brasil) e do termo original inglês "facility management" (predominante em Portugal, a exemplo de outros países europeus), são ainda usados inúmeros termos, entre os quais estão: "gestão de instalações", "gestão de espaços e serviços", "gerenciamento de facilities" e "gestão de imóveis e serviços de suporte".

## Definições
Existem várias definições da atividade de gestão de facilidades, entre as quais:
- Definição da IFMA - Associação Internacional de Gestão de Facilidades:

Facility management is a profession that encompasses multiple disciplines to ensure functionality of the built environment by integrating people, place, process and technology. 
(A gestão de facilidades é uma profissão que abarca múltiplas disciplinas, para assegurar a funcionalidade do ambiente construído, por meio da integração de pessoas, locais, processos e tecnologia.)
- Definição do CEN - Comitê Europeu de Normalização:

Facility management is the integration of processes within an organisation to maintain and develop the agreed services which support and improve the effectiveness of its primary activities.
(A gestão de facilidades é a integração de processos dentro de uma organização, para manter e desenvolver os serviços acordados que suportam e melhoram a eficácia das suas atividades primárias.)
- Definição do BIFM - Instituto Britânico de Gestão de Facilidades:

Facilities management is the integration of multi-disciplinary activities within the built environment and the management of their impact upon people and the workplace.
(A gestão de facilidades é a integração de atividades multidisciplinares dentro do ambiente construído e a gestão do seu impacto sobre as pessoas e o local de trabalho.)

## História da gestão de facilidades
O termo "facilities management" surgiu na década de 1960, nos Estados Unidos da América, para descrever o crescimento de práticas de terceirização dos serviços bancários, responsáveis pelo processamento de cartões de créditos e outras transações. A sua definição é controversa tanto nos EUA como no Reino Unido, países pioneiros nas práticas de facilities, pois poderia envolver uma série de atividades, dependendo da complexidade do negócio envolvido..
A atividade da gestão de facilidades começou a ser reconhecida globalmente há relativamente pouco tempo, quando passou a ter uma importância crescente em organizações líderes de mercado. Depois do seu nascimento nos EUA e da sua entrada na Europa através do Reino Unido, a atividade de gestão de facilidades alargou-se à Europa do Norte e depois ao resto da Europa, à América Latina, à Ásia e à África. Na maioria das grandes empresas atuais, passou a estar totalmente integrada nas suas políticas e estratégias.
No Brasil a Escola Politécnica da USP tem sido pioneira nesse assunto, tendo sua primeira tese defendida em 2003. Logo no ano de 2004, os professores ligados ao tema se juntaram com agentes do mercado e foi fundada a ABRAFAC (Associação Brasileira de Facilities), com a intenção de difundir o assunto.

## A gestão operacional dos edifícios
A equipe de gestão de facilidades de uma organização tem a responsabilidade de assegurar a operação diária dos edifícios, quer através do emprego de pessoal próprio contratado, quer através da terceirização. Devido à urgência das respostas solicitadas em muitas das atividades sob a sua gestão, o gestor de facilidades terá que ter um controle apertado sobre as mesmas, frequentemente solicitando relatórios diários e estabelecendo procedimentos de escalada das questões não resolvidas.
Exemplos de atividades diárias desempenhadas pelos gestores de facilidades são o controle da qualidade da limpeza do edifício, a supervisão das equipes de manutenção, o levantamento de problemas de conservação do edifício, a análise dos relatórios de segurança, a aprovação de faturas de prestadores de serviços e a redação de relatórios operacionais.
O departamento de gestão de facilidades inclui frequentemente um balcão de assistência (help desk), encarregue da gestão de grande parte dos pedidos e problemas reportados pelos funcionários da organização. Normalmente, o balcão de assistência pode ser contactado pelos funcionários através de correio eletrónico, telefone ou sistema informático dedicado, recebendo os seus pedidos e reencaminhando-os para os responsáveis adequados. Os problemas reportados pelos funcionários podem ir de situações complexas, que põem em causa a operação da organização, a questões muito simples como luzes que não acendem, fotocopiadoras encravadas ou derrames de café no chão. O balcão de assistência pode ser usado também para a marcação de salas de reuniões, lugares de estacionamento automóvel e diversos outros serviços, mas isto depende de como está organizado o departamento de facilidades. Ocasionalmente, podem existir dois balcões de assistência distintos, um lidando com os serviços leves (soft services) - tais como a recepção, correio e limpeza - e o outro lidando com os serviços pesados (hard services) - incluindo os serviços elétricos e mecânicos.
A equipe de gestão de facilidades irá periodicamente renegociar os contratos como os seus prestadores de serviços terceirizados ou consultar o mercado em busca de novos, de modo a garantir que está a pagar o valor adequado pelos serviços que está a receber. Para tal, será necessária a existência da listagem de equipamentos e ativos a manter ou a descrição exata dos serviços a realizar, para serem enviadas a prestadores de serviços e receberem, destes, propostas baseadas nos pressupostos corretos. A listagem de ativos é também uma ferramenta importante para a o cálculo dos custos de ciclo de vida e para a previsão dos investimentos a ser realizados em capital.

## Os serviços de facilidades
Os serviços coordenados e supervisionados pelas equipas de gestão de facilidades são referidos por "serviços de facilidades" (tradução literal do termo inglês "facilities services" ou "FS") ou por "serviços integrados de facilidades" ("integrated facilities services" ou "IFS" em inglês). 
Em termos de complexidade, estes serviços são normalmente divididos em hard services (literalmente "serviços rígidos") e soft services (literalmente "serviços macios"). Nos primeiros estão incluídos os serviços de maior complexidade técnica, tais como o projeto de instalações e a manutenção de instalações críticas (centros de dados, postos de transformação, geradores de energia e outros). Nos segundos, incluem-se serviços mais correntes e de menor complexidade, tais como a limpeza diária e as pequenas reparações.
Em termos de tipologia, os serviços de facilidades são frequentemente divididos em serviços ao cliente, serviços de gestão energética e sustentabilidade, serviços de engenharia e serviços gerais de facilidades.

### Serviços ao cliente
Os serviços ao cliente (tradução do inglês "client services") são os serviços de suporte interno aos departamentos e funcionários de uma organização (clientes internos), que se destinam a facilitar a realização das suas atividades principais e a garantir o seu bem estar no espaço de trabalho. Entre estes serviços estão os de arquivo (arquivamento e destruição de documentos confidenciais), restauração e fornecimento de alimentos, hospitalidade (gestão de salas de reuniões, atendimento e gestão de ginásios para funcionários), correio, reprografia e gestão da segurança e saúde ocupacionais.

### Serviços de gestão energética
Os serviços de gestão energética (energy management em inglês) destinam-se a gerir os consumos de energia e água da organização, com o objetivo de reduzir os seus custos com estas áreas e a contribuir para a sua política de sustentabilidade ambiental. Frequentemente, estes serviços ocupam-se também da gestão da produção de resíduos por parte da organização.

### Serviços de engenharia
Os serviços de engenharia (engineering services em inglês) incluem normalmente os serviços rígidos (hard services) na área da manutenção técnica das instalações e a realização de projetos técnicos. Entre eles inclui-se a manutenção de sistemas críticos para o funcionamento das instalações e a operação da organização. Este tipo de serviço é normalmente assegurado por pessoal técnico altamente especializado como engenheiros e arquitetos.

### Serviços de operações de edifício
Os serviços de operações de edifício (building operations) - também referidos como "serviços de facilidades (facility services)" em sentido restrito - incluem os serviços macios (soft services) de conservação dos espaços e equipamentos da organização. Entre eles estão a manutenção preventiva e pequenas reparações, a limpeza dos espaços, o serviço de informações e encaminhamento de pedidos, a segurança e o serviço de mudanças.

## Planos de continuidade de negócio
Todas as organizações importantes devem ter preparado um plano de continuidade de negócio (BCP - business continuity plan em inglês) que garanta a continuidade das operações ou a sua recuperação rápida em caso da ocorrência de uma falha ou incidente grave, como um incêndio, uma inundação ou um atentado terrorista. Nas grandes organizações, o plano de continuidade pode prever a mudança dos seus funcionários para uma instalação alternativa, a partir da qual possam assegurar a continuidade das operações no caso do edifício principal ficar inoperante. Os planos de continuidade devem ser testados periodicamente, através da realização de testes e simulacros, que poderão dar origem à sua posterior reformulação.
Os gestores de facilidades terão sempre um papel principal não só na elaboração dos planos de continuidade, mas também na sua execução sempre que tenham que ser ativados.